# Kepler-55c
Kepler-55c es uno de los cinco planetas extrasolares que orbitan la estrella Kepler-55. Fue descubierta por el método de tránsito astronómico en el año 2014.

## Descripción
Kepler-55 c es un exoplaneta similar a Neptuno que orbita una estrella de tipo K. Su masa es de 1,11 Júpiter y se necesitan 42,2 días para completar una órbita de su estrella. Su descubrimiento se anunció en 2012.